# Zeta2 Muscae
Zeta2 Muscae ( ζ2 Muscae, förkortat Zeta2 Mus,  ζ2 Mus)  som är stjärnans Bayerbeteckning, är en trippelstjärna belägen i den norra delen av stjärnbilden Flugan. Den har en skenbar magnitud på 5,14 och är synlig för blotta ögat där ljusföroreningar ej förekommer. Baserat på parallaxmätning inom Hipparcosuppdraget på ca 9,9 mas, beräknas den befinna sig på ett avstånd på ca 330 ljusår (ca 101 parsek) från solen.

## Egenskaper
Zeta2 Muscae A är en blå till vit stjärna i huvudserien av spektralklass A5 V. Den har en radie som är ca 5,2 gånger större än solens och utsänder från dess fotosfär ca 67 gånger mera energi än solen vid en effektiv temperatur på ca 7 400 K.
Liksom flera andra stjärnor i stjärnbilden, ingår Zeta2 Muscae i Lower Centaurus Crux-gruppen en undergrupp av Scorpius-Centaurus-gruppen, som består av övervägande blåvita stjärnor med gemensamt ursprung och liknande egenrörelse genom Vintergatan. Den är en del av ett trippelstjärnsystem med två svaga följeslagare separerade med 0,5 respektive 32,4 bågsekunder från primärstjärnan. Den förstnämnda är en källa till infraröd strålning.